# Jacek Spławiński
Jacek Spławiński (ur. 8 sierpnia 1937 w Krakowie, zm. 1 lutego 2021) – polski farmakolog, profesor nauk medycznych, specjalista w dziedzinie farmakologii klinicznej, lekarz, autor lub współautor ponad stu publikacji naukowych.

## Życiorys
W 1963 roku ukończył studia medyczne w Akademii Medycznej w Krakowie. Po odbyciu studiów doktoranckich w Zakładzie Farmakologii PAN otrzymał tytuł doktora nauk medycznych. Odbył dwuletni staż naukowy w Zakładzie Farmakologii Klinicznej Vanderbilt University w USA, gdzie przebywał równocześnie ze swoim przyjacielem Jerzym Vetulanim. Przez wiele lat kierował badaniami funduszu Marii Curie-Skłodowskiej. Zdał Educational Commission for Foreign Medical Graduates uprawniający do wykonywania zawodu lekarza w USA. Był specjalistą w dziedzinie farmakologii klinicznej. Opublikował jako autor lub współautor ponad sto prac naukowych.
Pracował w Narodowym Instytucie Leków. Od 1 stycznia 2009 przeszedł na emeryturę. Za swoją pracę otrzymał szereg nagród, m.in. Nagrodę Polskiego Towarzystwa Farmakologicznego (1980) i Nagrodę Rady Naukowej Ministra Zdrowia (1979, 1985, 1994). Reprezentował Polskę w kilku grupach roboczych Komisji Europejskiej dotyczących leków. Jest (lub był) członkiem Polskiego Towarzystwa Farmakologicznego, Polskiego Towarzystwa Farmakoekonomicznego, American Society for Clinical Pharmacology and Therapeutics, International Society for Pharmacoeconomics and Outcomes Research (ISPOR), Drug Information Association.
Był żonaty z poetką Elżbietą Zechenter-Spławińską.
W 2015 roku nakładem Wydawnictwa Poligraf ukazały się jego wspomnienia Gwizdać na Stalina! Zakopane 1949–1953: wspomnienia gimnazjalisty.